# Família imperial austríaca

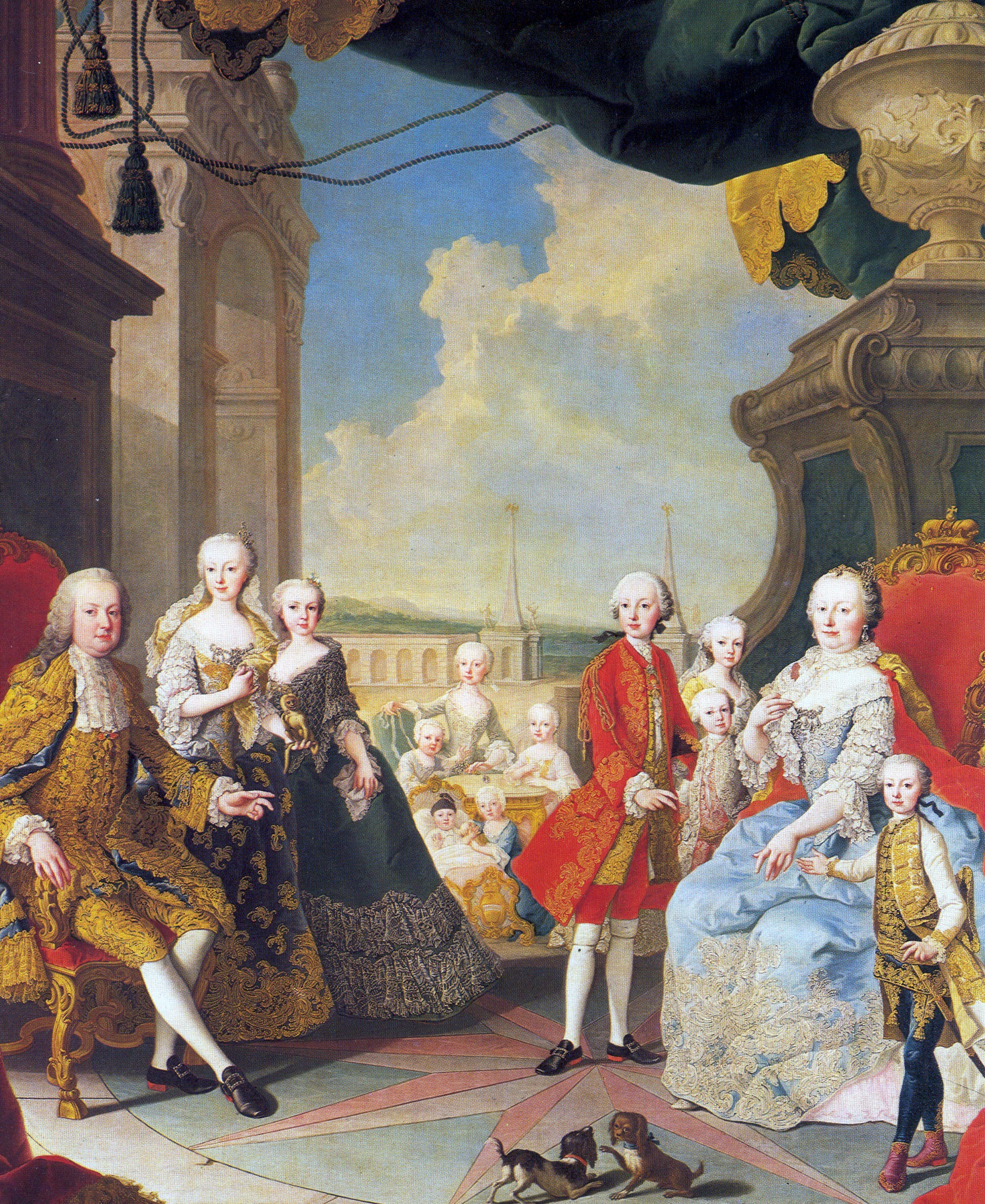
Família Imperial Austríaca em 1754

A Família Imperial Austríaca pertence à Casa de Habsburgo-Lorena, uma das mais importantes e mais poderosas casas reais da Europa. Por ter sido elevada à realeza em 1273 é denominada a "família imperial" do Sacro Império Romano-Germânico (962–1806) e por ter sido a soberana da Áustria desde 1278 até 1918, tendo inclusive sido a única governante do Império Áustro-Húngaro (1867–1918), é denominada como a "família imperial austríaca".
Atualmente a casa é dirigida por Carlos de Habsburgo-Lorena, o Imperador Titular da Áustria, Rei da Hungria, Boêmia, Croácia, bem como o titular Rei de Jerusalém.

## História
Face às invasões de Napoleão Bonaparte, Francisco II temia pelo futuro do Sacro Império e ansiava por manter o status imperial de sua família em caso de dissolução do império, como de fato ocorreu em 1806, quando o exército austríaco sofreu uma derrota na Batalha de Austerlitz e o vitorioso Napoleão procedeu o desmantelamento do antigo império, tomando vários territórios deste e criando a Confederação do Reno em seu lugar. Assim sendo, Francisco II do Sacro Império Romano-Germânico tornou-se Francisco I, Imperador da Áustria, e mesmo que o novo título imperial pudesse soar menos prestigioso que o antigo, a Casa de Habsbugo-Lorena continuou a dominar a Áustria e vários territórios vizinhos por um longo período.

### Regras imperial
Os membros da família imperial austríaca foram classificados como príncipes e princesas do sangue imperial, com o título honorário de arquiduque ou arquiduquesa. Seu endereço permanente e suas viagens ao exterior tinham que ser acordados pelo imperador.
Quem quisesse se casar com um arquiduque ou arquiduquesa da dinastia da família imperial tinha que se originar de uma casa governante ou ex-governante, conforme estipulado pelo Estatuto da Família da Casa do Monarca Supremo, emitido por Fernando I em 1839. Caso contrário, o casamento seria um "à esquerda", chamado de casamento morganático, excluindo a descendência do casal de qualquer direito que a família possuísse. (Os problemas de tal situação foram encontrados quando o arquiduque Francisco Fernando da Áustria, herdeiro presuntivo ao trono, casou-se com uma simples condessa em 1900).
Para gerenciar as implicações políticas da casa imperial depois de 1867, o imperador e o rei nomearam o Ministro da Casa Imperial e Real e do Exterior, um dos três ministros comuns à Áustria e à Hungria. Sob Francisco I, Klemens von Metternich havia coberto essas e muitas outras agendas, com o título Chanceler da Câmara, da Corte e do Estado.

### Fim do império
Em 1916 morreu Francisco José I e foi sucedido por seu sobrinho-neto Carlos I. Carlos, o último soberano, ao perder a guerra, renunciou ao exercício do poder, mas não abdicou. Ele foi forçado ao exílio em 3 de abril de 1919. Os domínios dos Habsburgos foram posteriormente divididos em repúblicas independentes.
A Casa de Habsburgo-Lorena recusou-se a jurar fidelidade à nova República da Áustria, portanto, os membros da família foram forçados ao exílio e suas propriedades foram confiscadas. A lei do exílio ainda se aplica aos descendentes do imperador Carlos nas mesmas condições. Em 1961, Otto de Habsburgo, o falecido chefe da Câmara e ex-membro do Parlamento Europeu, renunciou à monarquia e aos direitos de sucessão de seus descendentes em troca do fim do exílio. Ele era conhecido na República da Áustria como Dr. Otto Habsburg-Lothringen, já que a República não reconhece oficialmente títulos de nobreza.

## Títulos
No passado, aos diversos membros da família real eram reconhecidos os seguintes títulos honoríficos:
- Sua Majestade Imperial e Real (S.M.I.&R.), reservado ao imperador e à imperatriz;
- Sua Alteza Imperial e Real (S.A.I.&R.), reservado a os arquiduques (filhos e netos do imperador e da imperatriz);
- Sua Excelência (S.E.), outorgado aos restantes membros da família real (geralmente aos filhos e netos dos arquiduques), bem como às pessoas que detivessem títulos de nobreza.

## Cripta
A Cripta Imperial de Viena, foi, a partir de 1633, o principal local de enterro dos Habsburgo austríacos, soberanos hereditários do Sacro Império Romano-Germânico e seus descendentes. Localizada nas proximidades do Palácio Imperial de Hofburg, em Viena, sob a Igreja de Nossa Senhora dos Anjos (Kirche zur Heiligen Maria von den Engeln) ou Igreja dos Capuchinhos (Kapuzinerkirche), como é mais conhecida, a cripta tornou-se um dos principais pontos turísticos da capital austríaca.

## Membros

#### A família imperial à data da deposição de Carlos I  (1918)
- SMI&R o imperador Carlos I
SMI&R a imperatriz Zita
  - SAI&R o príncipe herdeiro Otto
  - SAI&R a aquiduquesa Adelaide
  - SAI&R o arquiduque Roberto
  - SAI&R o arquiduque Félix
  - SAI&R o arquiduque Carlos Luís